# Leioproctus erythropyga
Leioproctus erythropyga is een vliesvleugelig insect uit de familie Colletidae. De wetenschappelijke naam van de soort is voor het eerst geldig gepubliceerd in 1997 door Maynard.